# Tachytrechus varus
Tachytrechus varus är en tvåvingeart som först beskrevs av Becker 1922.  Tachytrechus varus ingår i släktet Tachytrechus och familjen styltflugor.
Artens utbredningsområde är Colombia. Inga underarter finns listade i Catalogue of Life.